# The Muppet Show: Sex and Violence
The Muppet Show: Sex and Violence was een pilot van The Muppet Show, waarin Jim Hensons Muppets de toename van seks en geweld op televisie parodiëren. Het was de laatste van in totaal twee pilotafleveringen die voor deze poppenserie werden geproduceerd en ze werd op 19 maart 1975 uitgezonden door ABC. De andere, The Muppets Valentine Show, werd uitgezonden in 1974.
Nigel, Sam the Eagle en gitarist Floyd doen de voorbereidingen voor een toneelvoorstelling over de zeven hoofdzondes. De voorstelling zal worden uitgebeeld door Muppets genaamd Envy, Anger, Gluttony, Vanity, Lust, Avarice en Sloth, die gedurende de gehele pilot een voor een binnendruppelen. De plot wordt continu onderbroken voor muziek en sketches, zoals dat eveneens in de latere Muppet Show zou gebeuren. De geplande toneelvoorstelling is in de pilot niet te zien.

## Cast
NB: niet alle poppen die meespelen in deze pilot worden hieronder vermeld.
- Jim Henson als Nigel, George Washington, Zweedse Kok, Dr. Teeth, Waldorf, Kermit, Youknow Bird, Rowlf
- Frank Oz als Animal, Sam the Eagle, Theodore Roosevelt, Forcryingoutloud Bird, Bert
- Jerry Nelson als Floyd Pepper, Thomas Jefferson, Statler, Whaddayasay Bird, Envy, Gluttony, Dr. Nauga
- Richard Hunt als Crazy Harry, Ohboy Bird, Lust
- Dave Goelz als Avarice, Zoot, Righton Bird
- John Lovelady als Abraham Lincoln, Anger, Vanity
- Fran Brill als Janice, Ohreally Bird, Zelda Rose
- Rollin Krewson als overige
- Caroly Wilcox als overige
- Jane Henson als overige

## Trivia
- Sex and Violence was het debuut van een groot aantal Muppets, waaronder Statler en Waldorf, Floyd, Janice en de Zweedse Kok. Daarnaast spelen de poppen mee die in The Muppet Show gebruikt zouden worden voor Miss Piggy en Dr. Strangepork, al is het nog niet met de naam waaronder ze in The Muppet Show bekend zouden worden.